# Llangothlin Lake
Llangothlin Lake är en sjö i Australien. Den ligger i delstaten New South Wales, i den sydöstra delen av landet, omkring 420 kilometer norr om delstatshuvudstaden Sydney. 
I omgivningarna runt Llangothlin Lake växer huvudsakligen savannskog. Trakten runt Llangothlin Lake är nära nog obefolkad, med mindre än två invånare per kvadratkilometer. Genomsnittlig årsnederbörd är 1 000 millimeter. Den regnigaste månaden är januari, med i genomsnitt 167 mm nederbörd, och den torraste är oktober, med 27 mm nederbörd.